# Publius Gabinius Capito
Publius Gabinius Capito († 5. Dezember 63 v. Chr. in Rom) war ein römischer Politiker und Mitglied des Ritterstandes. Bekannt wurde er als Teilnehmer an der Catilinarischen Verschwörung im Jahr 63 v. Chr.
Dabei verhandelte er mit den Allobrogern, die er als Abgesandter Catilinas für ihre Mithilfe bei der Verschwörung gewinnen sollte. Der Konsul Marcus Tullius Cicero konnte die Verschwörung am 3. Dezember 63 v. Chr. aufdecken und beweisen, da er die Allobroger dazu brachte, schriftliche Abmachungen mit Catilina auszuhandeln. Die daraufhin ausgestellten Schriftstücke ließ Cicero von zwei Prätoren abfangen. Kurz darauf wurde Capito, dessen Aufgabe im Rahmen der Verschwörung zudem darin bestanden hätte, Rom in Brand zu setzen und Bürger zu ermorden, zusammen mit den Mitverschwörern Lucius Statilius, Gaius Cornelius Cethegus, Publius Cornelius Lentulus Sura und Marcus Caeparius auf der Milvischen Brücke gefangen genommen und am 5. Dezember hingerichtet.